# Керимов, Сахил Низами оглы
Сахи́л Низами́ оглы́ Кери́мов (азерб. Saxil Nizami oğlu Kərimov; 22 января 1979, Евлах, Азербайджанская ССР) — азербайджанский футболист, вратарь.
Брат футболиста — Кенан Керимов, также профессиональный футболист.

## Биография
Родился в Евлахе. В футбол начал играть в возрасте 7 лет в детской футбольной школе родного города. Первыми тренерами были Акиф Мусаев и Эльшан Гасанов.
Выступал за клубы «Автомобилчи» (Евлах), «Самир» (Баку), «Карабах» (Барда), «Виляш» (Масаллы), «Кяпаз» (Гянджа), «Шамкир», «Энергетик» (Мингечаур) и «Карван» (Евлах). При этом был капитаном последней команды.
В сезоне 2011/12 выступал за «Сумгаит» под № 12.

## Сборная Азербайджана
Защищал цвета молодёжной (U-21) и юношеских (U-19 и U-17) сборных Азербайджана.

## Достижения
- Серебряный медалист чемпионата Азербайджана: 2003/04 (в составе команды «Шамкир»), 2005/06 (в составе команды «Карван»)
- Бронзовый медалист чемпионата Азербайджана: 2000/01 (в составе команды «Виляш»), 2001/02 (в составе команды «Кяпаз»), 2004/05 (в составе команды «Карван»), 2010/11 (в составе команды «Карабах»)